# Minidorysthetus bleuzeni
Minidorysthetus bleuzeni är en skalbaggsart som beskrevs av Soula 2002. Minidorysthetus bleuzeni ingår i släktet Minidorysthetus och familjen Rutelidae. Inga underarter finns listade i Catalogue of Life.